# Kaiserliche Hoheit
Kaiserliche Hoheit (Originaltitel: Napoléon II l’Aiglon) ist ein französisch-italienisches Filmdrama aus dem Jahre 1961 rund um das kurze Leben des einzigen Sohnes Napoleon Bonapartes, des Herzogs von Reichstadt (1811–1832). Neben Bernard Verley in der Titelrolle spielen eine Reihe von bekannten deutschsprachigen Schauspielern wie Josef Meinrad, Marianne Koch, Paul Hubschmid und Sabine Sinjen.

## Handlung

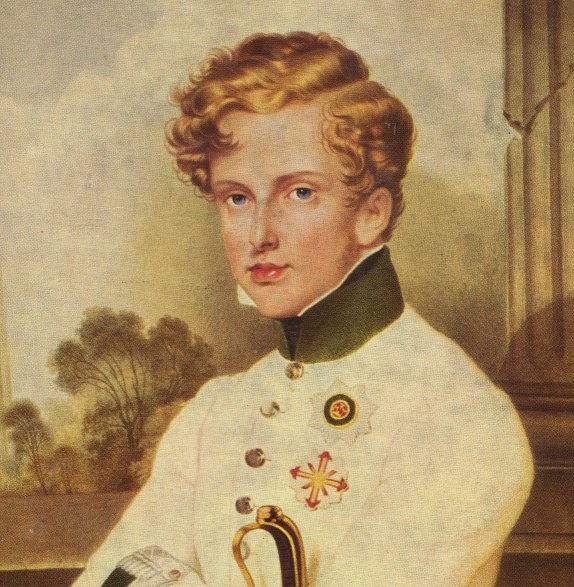
Napoleon II., Herzog von Reichstadt. Aquarell von Moritz Daffinger

Als sich Napoleon Bonaparte auf dem Gipfel seiner Macht befindet, wird im Jahre 1811 Napoleon Franz, der einzige Sohn des Kaisers, aus der Verbindung mit Österreichs Marie-Louise, in Paris geboren. Kaum vier Jahre später ist dessen Vater am Ende und wird in die Verbannung geschickt. Nun beginnt ein Leidensweg des kleinen Napoleon, der sich als Napoleon II., wenngleich von Frankreichs Gegnern nicht anerkannt, kurzzeitig Kaiser von Frankreich nennt. Mit seiner Mutter kehrt er Frankreich den Rücken und geht in ihr Heimatland, nach Österreich.
Am Wiener Hof wird der Junge von Moritz von Dietrichstein erzogen. Sein Großvater Kaiser Franz I. verleiht ihm 1818 den Titel „Herzog von Reichstadt“, unter dem der junge Mann fortan in die Geschichtsbücher eingehen wird. Staatskanzler Metternich versucht, Kontakte zu den noch immer in Frankreich gefährliche Restaurationsarbeit leistenden Bonapartisten zu unterbinden, was ihm jedoch nicht vollkommen gelingt. Eine Flucht seiner Kaiserlichen Hoheit, wie Napoleon von Franz gerufen wird, nach Frankreich kann er jedoch unterbinden. Schließlich erkrankt der junge Mann an einem schweren Lungenleiden, dem er 1832 im Wiener Schloss Schönbrunn, gerade erst 21 Jahre alt, erliegt.

## Produktionsnotizen
Die Außenaufnahmen zu Kaiserliche Hoheit entstanden zu großen Teilen in Wien. Am 1. November 1961 fand die Uraufführung in Paris statt, in Deutschland konnte man den Film ab dem 11. Mai 1962 sehen. Im Handlungsort Wien lief Kaiserliche Hoheit exakt eine Woche darauf an.
Wolf Witzemann und Robert Guigand zeichneten für die Filmbauten verantwortlich.

## Weitere Verfilmung
Bereits 1931 hatte Viktor Tourjansky die deutsche Fassung einer deutsch-französischen Gemeinschaftsproduktion unter dem programmatischen Titel „Der Herzog von Reichstadt“ inszeniert. Die Titelrolle damals verkörperte Walter Edhofer.

## Kritiken
Paimann’s Filmlisten resümierte: „… womit das vielbenützte, immer wieder Interesse findende Thema romantisch aber kolportagefrei behandelt (wird).“

„Das unerfüllte Leben des Herzogs von Reichstadt, Sohn des Kaisers Napoleon, von den Kindertagen in der Wiener Hofburg bis zu seinem Tode 1832. Trotz der atmosphärisch stimmigen Inszenierung ein ziemlich akademisch wirkender Geschichtsfilm.“